# 2008–2009-es UEFA-bajnokok ligája (egyenes kieséses szakasz)
A 2008–2009-es UEFA-bajnokok ligája egyenes kieséses szakasza 2009. február 24-én kezdődött és május 27-én ért véget a római Olimpiai Stadionban rendezett döntővel. Az egyenes kieséses szakaszban 16 csapat vett részt, amelyek a  csoportkör során a saját csoportjuk első két helyének valamelyikén végeztek.

## Lebonyolítás
A döntő kivételével mindegyik mérkőzés oda-visszavágós rendszerben zajlott. A két találkozó végén az összesítésben jobbnak bizonyuló csapatok jutottak tovább a következő körbe. Ha az összesítésnél az eredmény döntetlen volt, akkor az idegenben több gólt szerző csapat jutott tovább. Amennyiben az idegenben lőtt gólok száma is azonos volt, akkor 30 perces hosszabbítást rendeztek a visszavágó rendes játékidejének lejárta után. Ha a 2×15 perces hosszabbításban gólt/gólokat szerzett mindkét együttes, és az összesített állás egyenlő volt, akkor a vendég csapat jutott tovább idegenben szerzett góllal/gólokkal. Gólnélküli hosszabbítás esetén büntetőpárbajra került sor. A döntőt egy mérkőzés keretében rendezték meg.
A nyolcaddöntők sorsolásakor figyelembe vették, hogy minden párosításnál egy csoportgyőztes és egy másik csoport csoportmásodika mérkőzzön egymással. Az egyetlen korlátozás az volt a sorsoláskor, hogy a nyolcaddöntőkben azonos nemzetű együttesek, illetve az azonos csoportból továbbjutó csapatok nem szerepelhetnek egymás ellen. A negyeddöntőktől kezdődően ez a korlátozás nincs érvényben.

## Ágrajz
|  | Nyolcaddöntők      | Nyolcaddöntők      | Nyolcaddöntők     | Nyolcaddöntők     | Nyolcaddöntők |   |                     | Negyeddöntők        | Negyeddöntők | Negyeddöntők | Negyeddöntők | Negyeddöntők |  |  | Elődöntők | Elődöntők | Elődöntők | Elődöntők | Elődöntők |  |  | Döntő | Döntő | Döntő |  |
|  |                    |                    |                   |                   |               |   |                     |                     |              |              |              |              |  |  |           |           |           |           |           |  |  |       |       |       |  |
|  | Olympique Lyonnais | Olympique Lyonnais | 1                 | 2                 | 3             |   |                     |                     |              |              |              |              |  |  |           |           |           |           |           |  |  |       |       |       |  |
|  | Olympique Lyonnais | Olympique Lyonnais | 1                 | 2                 | 3             |   |                     |                     |              |              |              |              |  |  |           |           |           |           |           |  |  |       |       |       |  |
|  | FC Barcelona       | FC Barcelona       | 1                 | 5                 | 6             |   |                     |                     |              |              |              |              |  |  |           |           |           |           |           |  |  |       |       |       |  |
|  | FC Barcelona       | FC Barcelona       | 1                 | 5                 | 6             |   | FC Barcelona        | FC Barcelona        | 4            | 1            | 5            |              |  |  |           |           |           |           |           |  |  |       |       |       |  |
|  |                    |                    |                   |                   |               |   | FC Barcelona        | FC Barcelona        | 4            | 1            | 5            |              |  |  |           |           |           |           |           |  |  |       |       |       |  |
|  |                    |                    | Bayern München    | Bayern München    | 0             | 1 | 1                   |                     |              |              |              |              |  |  |           |           |           |           |           |  |  |       |       |       |  |
|  | Sporting CP        | Sporting CP        | Bayern München    | Bayern München    | 0             | 1 | 1                   | 0                   | 1            | 1            |              |              |  |  |           |           |           |           |           |  |  |       |       |       |  |
|  | Sporting CP        | Sporting CP        |                   |                   |               |   |                     |                     |              | 1            |              |              |  |  |           |           |           |           |           |  |  |       |       |       |  |
|  | Bayern München     | Bayern München     | 5                 | 7                 | 12            |   |                     |                     |              |              |              |              |  |  |           |           |           |           |           |  |  |       |       |       |  |
|  | Bayern München     | Bayern München     | 5                 | 7                 | 12            |   | FC Barcelona (i.g.) | FC Barcelona (i.g.) | 0            | 1            | 1            |              |  |  |           |           |           |           |           |  |  |       |       |       |  |
|  |                    |                    |                   |                   |               |   |                     |                     |              |              |              |              |  |  |           |           |           |           |           |  |  |       |       |       |  |
|  |                    |                    | Chelsea           | Chelsea           | 0             | 1 | 1                   |                     |              |              |              |              |  |  |           |           |           |           |           |  |  |       |       |       |  |
|  | Real Madrid        | Real Madrid        | Chelsea           | Chelsea           | 0             | 1 | 1                   | 0                   | 0            | 0            |              |              |  |  |           |           |           |           |           |  |  |       |       |       |  |
|  | Real Madrid        | Real Madrid        |                   |                   |               |   |                     |                     |              | 0            |              |              |  |  |           |           |           |           |           |  |  |       |       |       |  |
|  | Liverpool FC       | Liverpool FC       | 1                 | 4                 | 5             |   |                     |                     |              |              |              |              |  |  |           |           |           |           |           |  |  |       |       |       |  |
|  | Liverpool FC       | Liverpool FC       | 1                 | 4                 | 5             |   | Liverpool FC        | Liverpool FC        | 1            | 4            | 5            |              |  |  |           |           |           |           |           |  |  |       |       |       |  |
|  |                    |                    |                   |                   |               |   | Liverpool FC        | Liverpool FC        | 1            | 4            | 5            |              |  |  |           |           |           |           |           |  |  |       |       |       |  |
|  |                    |                    | Chelsea           | Chelsea           | 3             | 4 | 7                   |                     |              |              |              |              |  |  |           |           |           |           |           |  |  |       |       |       |  |
|  | Chelsea            | Chelsea            | Chelsea           | Chelsea           | 3             | 4 | 7                   | 1                   | 2            | 3            |              |              |  |  |           |           |           |           |           |  |  |       |       |       |  |
|  | Chelsea            | Chelsea            |                   |                   |               |   |                     |                     |              | 3            |              |              |  |  |           |           |           |           |           |  |  |       |       |       |  |
|  | Juventus           | Juventus           | 0                 | 2                 | 2             |   |                     |                     |              |              |              |              |  |  |           |           |           |           |           |  |  |       |       |       |  |
|  | Juventus           | Juventus           | 0                 | 2                 | 2             |   | FC Barcelona        | FC Barcelona        | 2            |              |              |              |  |  |           |           |           |           |           |  |  |       |       |       |  |
|  |                    |                    |                   |                   |               |   |                     |                     |              |              |              |              |  |  |           |           |           |           |           |  |  |       |       |       |  |
|  |                    |                    | Manchester United | Manchester United | 0             |   |                     |                     |              |              |              |              |  |  |           |           |           |           |           |  |  |       |       |       |  |
|  | Internazionale     | Internazionale     | Manchester United | Manchester United | 0             | 0 | 0                   | 0                   |              |              |              |              |  |  |           |           |           |           |           |  |  |       |       |       |  |
|  | Internazionale     | Internazionale     |                   |                   |               |   |                     | 0                   |              |              |              |              |  |  |           |           |           |           |           |  |  |       |       |       |  |
|  | Manchester United  | Manchester United  | 0                 | 2                 | 2             |   |                     |                     |              |              |              |              |  |  |           |           |           |           |           |  |  |       |       |       |  |
|  | Manchester United  | Manchester United  | 0                 | 2                 | 2             |   | Manchester United   | Manchester United   | 2            | 1            | 3            |              |  |  |           |           |           |           |           |  |  |       |       |       |  |
|  |                    |                    |                   |                   |               |   | Manchester United   | Manchester United   | 2            | 1            | 3            |              |  |  |           |           |           |           |           |  |  |       |       |       |  |
|  |                    |                    | FC Porto          | FC Porto          | 2             | 0 | 2                   |                     |              |              |              |              |  |  |           |           |           |           |           |  |  |       |       |       |  |
|  | Atlético de Madrid | Atlético de Madrid | FC Porto          | FC Porto          | 2             | 0 | 2                   | 2                   | 0            | 2            |              |              |  |  |           |           |           |           |           |  |  |       |       |       |  |
|  | Atlético de Madrid | Atlético de Madrid |                   |                   |               |   |                     |                     |              | 2            |              |              |  |  |           |           |           |           |           |  |  |       |       |       |  |
|  | FC Porto (i.g.)    | FC Porto (i.g.)    | 2                 | 0                 | 2             |   |                     |                     |              |              |              |              |  |  |           |           |           |           |           |  |  |       |       |       |  |
|  | FC Porto (i.g.)    | FC Porto (i.g.)    | 2                 | 0                 | 2             |   | Manchester United   | Manchester United   | 1            | 3            | 4            |              |  |  |           |           |           |           |           |  |  |       |       |       |  |
|  |                    |                    |                   |                   |               |   |                     |                     |              |              |              |              |  |  |           |           |           |           |           |  |  |       |       |       |  |
|  |                    |                    | Arsenal           | Arsenal           | 0             | 1 | 1                   |                     |              |              |              |              |  |  |           |           |           |           |           |  |  |       |       |       |  |
|  | Villarreal CF      | Villarreal CF      | Arsenal           | Arsenal           | 0             | 1 | 1                   | 1                   | 2            | 3            |              |              |  |  |           |           |           |           |           |  |  |       |       |       |  |
|  | Villarreal CF      | Villarreal CF      |                   |                   |               |   |                     |                     |              | 3            |              |              |  |  |           |           |           |           |           |  |  |       |       |       |  |
|  | Panathinaikósz     | Panathinaikósz     | 1                 | 1                 | 2             |   |                     |                     |              |              |              |              |  |  |           |           |           |           |           |  |  |       |       |       |  |
|  | Panathinaikósz     | Panathinaikósz     | 1                 | 1                 | 2             |   | Villarreal CF       | Villarreal CF       | 1            | 0            | 1            |              |  |  |           |           |           |           |           |  |  |       |       |       |  |
|  |                    |                    |                   |                   |               |   | Villarreal CF       | Villarreal CF       | 1            | 0            | 1            |              |  |  |           |           |           |           |           |  |  |       |       |       |  |
|  |                    |                    | Arsenal           | Arsenal           | 1             | 3 | 4                   |                     |              |              |              |              |  |  |           |           |           |           |           |  |  |       |       |       |  |
|  | Arsenal            | Arsenal            | Arsenal           | Arsenal           | 1             | 3 | 4                   | 1                   | 0            | 1 (7)        |              |              |  |  |           |           |           |           |           |  |  |       |       |       |  |
|  | Arsenal            | Arsenal            |                   |                   |               |   |                     |                     |              | 1 (7)        |              |              |  |  |           |           |           |           |           |  |  |       |       |       |  |
|  | AS Roma            | AS Roma            | 0                 | 1                 | 1 (6)         |   |                     |                     |              |              |              |              |  |  |           |           |           |           |           |  |  |       |       |       |  |

## Nyolcaddöntők
| 1. csapat          | Össz.Tooltip Aggregate score | 2. csapat         | 1. mérk. | 2. mérk. |
| ------------------ | ---------------------------- | ----------------- | -------- | -------- |
| Atlético de Madrid | 2–2 (i.g.)                   | FC Porto          | 2–2      | 0–0      |
| Olympique Lyonnais | 3–6                          | FC Barcelona      | 1–1      | 2–5      |
| Arsenal            | 1–1 (t. 7–6)                 | AS Roma           | 1–0      | 0–1      |
| Internazionale     | 0–2                          | Manchester United | 0–0      | 0–2      |
| Real Madrid        | 0–5                          | Liverpool FC      | 0–1      | 0–4      |
| Chelsea            | 3–2                          | Juventus          | 1–0      | 2–2      |
| Villarreal CF      | 3–2                          | Panathinaikósz    | 1–1      | 2–1      |
| Sporting CP        | 1–12                         | Bayern München    | 0–5      | 1–7      |

### 1. mérkőzések
Az időpontok közép-európai idő/közép-európai nyári idő szerint értendők.
| 2009. február 24. 20:45 |

| Atlético de Madrid             | 2–2               | FC Porto               |
| ------------------------------ | ----------------- | ---------------------- |
| Maxi Rodríguez 3' Forlán 45+2' | (2–1) Jegyzőkönyv | Lisandro López 22' 72' |

| Vicente Calderón Stadion, Madrid Nézőszám: 47 000 Játékvezető: Howard Webb (angol) |

| 2009. február 24. 20:45 |

| Olympique Lyonnais | 1–1               | FC Barcelona |
| ------------------ | ----------------- | ------------ |
| Juninho 7'         | (1–0) Jegyzőkönyv | Henry 67'    |

| Stade de Gerland, Lyon Nézőszám: 39 258 Játékvezető: Wolfgang Stark (német) |

| 2009. február 24. 20:45 |

| Arsenal FC                | 1–0               | AS Roma |
| ------------------------- | ----------------- | ------- |
| van Persie 37' (11-esből) | (1–0) Jegyzőkönyv |         |

| Emirates Stadion, London Nézőszám: 60 003 Játékvezető: Claus Bo Larsen (dán) |

| 2009. február 24. 20:45 |

| Internazionale | 0–0               | Manchester United |
| -------------- | ----------------- | ----------------- |
|                | (0–0) Jegyzőkönyv |                   |

| Stadio Giuseppe Meazza, Milánó Nézőszám: 80 018 Játékvezető: Luis Medina Cantalejo (spanyol) |

| 2009. február 25. 20:45 |

| Villarreal CF        | 1–1               | Panathinaikósz  |
| -------------------- | ----------------- | --------------- |
| Rossi 67' (11-esből) | (0–0) Jegyzőkönyv | Karangúnisz 59' |

| Estadio El Madrigal, Villarreal Nézőszám: 21 810 Játékvezető: Konrad Plautz (osztrák) |

| 2009. február 25. 20:45 |

| Real Madrid CF | 0–1               | Liverpool FC |
| -------------- | ----------------- | ------------ |
|                | (0–0) Jegyzőkönyv | Benajun 82'  |

| Estadio Santiago Bernabéu, Madrid Nézőszám: 71 579 Játékvezető: Roberto Rosetti (olasz) |

| 2009. február 25. 20:45 |

| Sporting CP | 0–5               | FC Bayern München                                  |
| ----------- | ----------------- | -------------------------------------------------- |
|             | (0–1) Jegyzőkönyv | Ribéry 42' 63' (11-esből) Klose 57' Toni 84' 90+1' |

| Estádio José Alvalade, Lisszabon Nézőszám: 35 163 Játékvezető: Bertrand Layec (francia) |

| 2009. február 25. 20:45 |

| Chelsea FC | 1–0               | Juventus FC |
| ---------- | ----------------- | ----------- |
| Drogba 12' | (1–0) Jegyzőkönyv |             |

| Stamford Bridge, London Nézőszám: 38 079 Játékvezető: Olegário Benquerença (portugál) |

### 2. mérkőzések
| 2009. március 10. 20:45 |

| Panathinaikósz | 1–2               | Villarreal CF            |
| -------------- | ----------------- | ------------------------ |
| Mándziosz 55'  | (0–0) Jegyzőkönyv | Ibagaza 49' Llorente 70' |

| Olimpiai Stadion, Athén Nézőszám: 60 616 Játékvezető: Massimo Busacca (svájci) |

| 2009. március 10. 20:45 |

| Liverpool FC                                      | 4–0               | Real Madrid CF |
| ------------------------------------------------- | ----------------- | -------------- |
| Torres 16' Gerrard 28' (11-esből) 47' Dossena 88' | (2–0) Jegyzőkönyv |                |

| Anfield, Liverpool Nézőszám: 45 276 Játékvezető: Frank De Bleeckere (belga) |

| 2009. március 10. 20:45 |

| FC Bayern München                                                                                   | 7–1               | Sporting CP       |
| --------------------------------------------------------------------------------------------------- | ----------------- | ----------------- |
| Podolski 7' 34' Polga 39' (öngól) Schweinsteiger 43' van Bommel 74' Klose 82' (11-esből) Müller 90' | (4–1) Jegyzőkönyv | João Moutinho 42' |

| Allianz Arena, München Nézőszám: 66 000 Játékvezető: Martin Hansson (svéd) |

| 2009. március 10. 20:45 |

| Juventus FC                                              | 2–2               | Chelsea FC              |
| -------------------------------------------------------- | ----------------- | ----------------------- |
| Iaquinta 19' Del Piero 74' (11-esből) Chiellini 54′, 70′ | (1–1) Jegyzőkönyv | Essien 45+1' Drogba 83' |

| Stadio Olimpico di Torino, Torino Nézőszám: 25 300 Játékvezető: Alberto Undiano Mallenco (spanyol) |

| 2009. március 11. 20:45 |

| FC Porto | 0–0         | Atlético de Madrid |
| -------- | ----------- | ------------------ |
|          | Jegyzőkönyv |                    |

| Estádio do Dragão, Porto Nézőszám: 46 509 Játékvezető: Pieter Vink (holland) |

| 2009. március 11. 20:45 |

| FC Barcelona                                  | 5–2               | Olympique Lyonnais                        |
| --------------------------------------------- | ----------------- | ----------------------------------------- |
| Henry 25' 27' Messi 40' Eto'o 43' Keita 90+5' | (4–1) Jegyzőkönyv | Makoun 44' Juninho 48' Juninho 35′, 90+1′ |

| Camp Nou, Barcelona Nézőszám: 86 368 Játékvezető: Tom Henning Øvrebø (norvég) |

| 2009. március 11. 20:45 |

| AS Roma                                                        | 1–0 (h. u.)                 | Arsenal FC                                                  |
| -------------------------------------------------------------- | --------------------------- | ----------------------------------------------------------- |
| Juan 9'                                                        | (1–0, 1–0, 1–0) Jegyzőkönyv |                                                             |
| Büntetőpárbaj                                                  |                             |                                                             |
| Pizarro Vučinić Baptista Montella Totti Aquilani Riise Tonetto | 6–7                         | Eduardo van Persie Walcott Nasri Denílson Touré Sagna Diaby |

| Stadio Olimpico, Róma Nézőszám: 62 383 Játékvezető: Manuel Mejuto González (spanyol) |

| 2009. március 11. 20:45 |

| Manchester United              | 2–0               | Internazionale |
| ------------------------------ | ----------------- | -------------- |
| Vidić 4' Cristiano Ronaldo 49' | (1–0) Jegyzőkönyv |                |

| Old Trafford, Manchester Nézőszám: 74 769 Játékvezető: Wolfgang Stark (német) |

## Negyeddöntők
A negyeddöntők sorsolását március 20-án tartották.
| 1. csapat         | Össz.Tooltip Aggregate score | 2. csapat      | 1. mérk. | 2. mérk. |
| ----------------- | ---------------------------- | -------------- | -------- | -------- |
| Villarreal CF     | 1–4                          | Arsenal        | 1–1      | 0–3      |
| Manchester United | 3–2                          | FC Porto       | 2–2      | 1–0      |
| Liverpool FC      | 5–7                          | Chelsea        | 1–3      | 4–4      |
| FC Barcelona      | 5–1                          | Bayern München | 4–0      | 1–1      |

### 1. mérkőzések
| 2009. április 7. 20:45 |

| Villarreal CF | 1–1               | Arsenal      |
| ------------- | ----------------- | ------------ |
| Senna 10'     | (1–0) Jegyzőkönyv | Adebayor 66' |

| Estadio El Madrigal, Villareal Nézőszám: 21 577 Játékvezető: Tom Henning Øvrebø (norvég) |

| 2009. április 7. 20:45 |

| Manchester United    | 2–2               | FC Porto                 |
| -------------------- | ----------------- | ------------------------ |
| Rooney 15' Tévez 85' | (1–1) Jegyzőkönyv | Rodríguez 4' Mariano 89' |

| Old Trafford, Manchester Nézőszám: 74 517 Játékvezető: Konrad Plautz (osztrák) |

| 2009. április 8. 20:45 |

| Liverpool | 1–3               | Chelsea                     |
| --------- | ----------------- | --------------------------- |
| Torres 6' | (1–1) Jegyzőkönyv | Ivanović 39' 62' Drogba 67' |

| Anfield, Liverpool Nézőszám: 42 543 Játékvezető: Claus Bo Larsen (dán) |

| 2009. április 8. 20:45 |

| FC Barcelona                     | 4–0               | Bayern München |
| -------------------------------- | ----------------- | -------------- |
| Messi 9' 38' Eto'o 12' Henry 43' | (4–0) Jegyzőkönyv |                |

| Camp Nou, Barcelona Nézőszám: 93 219 Játékvezető: Howard Webb (angol) |

### 2. mérkőzések
| 2009. április 14. 20:45 |

| Chelsea                             | 4–4               | Liverpool                                                       |
| ----------------------------------- | ----------------- | --------------------------------------------------------------- |
| Drogba 51' Alex 57' Lampard 76' 89' | (0–2) Jegyzőkönyv | Fábio Aurélio 19' Xabi Alonso 28' (11-esből) Lucas 81' Kuyt 83' |

| Stamford Bridge, London Nézőszám: 38 286 Játékvezető: Luis Medina Cantalejo (spanyol) |

| 2009. április 14. 20:45 |

| Bayern München | 1–1               | FC Barcelona |
| -------------- | ----------------- | ------------ |
| Ribéry 47'     | (0–0) Jegyzőkönyv | Keita 73'    |

| Allianz Arena, München Nézőszám: 66 000 Játékvezető: Roberto Rosetti (olasz) |

| 2009. április 15. 20:45 |

| Arsenal                                            | 3–0               | Villarreal      |
| -------------------------------------------------- | ----------------- | --------------- |
| Walcott 10' Adebayor 60' van Persie 69' (11-esből) | (1–0) Jegyzőkönyv | Eguren 44′, 67′ |

| Emirates Stadion, London Nézőszám: 59 233 Játékvezető: Wolfgang Stark (német) |

| 2009. április 15. 20:45 |

| FC Porto | 0–1               | Manchester United    |
| -------- | ----------------- | -------------------- |
|          | (0–1) Jegyzőkönyv | Cristiano Ronaldo 6' |

| Estádio do Dragão, Porto Nézőszám: 50 010 Játékvezető: Massimo Busacca (svájci) |

## Elődöntők
| 1. csapat         | Össz.Tooltip Aggregate score | 2. csapat | 1. mérk. | 2. mérk. |
| ----------------- | ---------------------------- | --------- | -------- | -------- |
| Manchester United | 4–1                          | Arsenal   | 1–0      | 3–1      |
| FC Barcelona      | 1–1 (i.g.)                   | Chelsea   | 0–0      | 1–1      |

### 1. mérkőzések
| 2009. április 28. 20:45 |

| FC Barcelona | 0–0         | Chelsea |
| ------------ | ----------- | ------- |
|              | Jegyzőkönyv |         |

| Camp Nou, Barcelona Nézőszám: 95 231 Játékvezető: Wolfgang Stark (német) |

| 2009. április 29. 20:45 |

| Manchester United | 1–0               | Arsenal |
| ----------------- | ----------------- | ------- |
| O'Shea 17'        | (1–0) Jegyzőkönyv |         |

| Old Trafford, Manchester Nézőszám: 74 733 Játékvezető: Claus Bo Larsen (dán) |

### 2. mérkőzések
| 2009. május 5. 20:45 |

| Arsenal                   | 1–3               | Manchester United                                      |
| ------------------------- | ----------------- | ------------------------------------------------------ |
| van Persie 76' (11-esből) | (0–2) Jegyzőkönyv | Pak Csiszong 8' Cristiano Ronaldo 11' 61' Fletcher 75′ |

| Emirates Stadion, London Nézőszám: 59 867 Játékvezető: Roberto Rosetti (olasz) |

| 2009. május 6. 20:45 |

| Chelsea   | 1–1               | FC Barcelona             |
| --------- | ----------------- | ------------------------ |
| Essien 9' | (1–0) Jegyzőkönyv | Iniesta 90+3' Abidal 66′ |

| Stamford Bridge, London Nézőszám: 37 857 Játékvezető: Tom Henning Øvrebø (norvég) |

## Döntő
| 2009. május 27. 20:45 |

| FC Barcelona        | 2–0               | Manchester United |
| ------------------- | ----------------- | ----------------- |
| Eto’o 10' Messi 70' | (1–0) Jegyzőkönyv |                   |

| Stadio Olimpico, Róma Nézőszám: 62 467 Játékvezető: Massimo Busacca (svájci) |